# Кларк, Тимоти Джеймс
Тимоти Джеймс Кларк, зачастую Т. Дж. Кларк (англ. Timothy James Clark, T. J. Clark; род. 12 апреля 1943, Бристоль) — британо-американский искусствовед и историк искусства, художественный критик и левый публицист. Доктор философии (1973), профессор Калифорнийского университета в Беркли, где трудится с 1988 года, член Американского философского общества (2007). По некоторой оценке, наиболее значительный марксистский историк искусства периода после 1945 года.

## Биография
Окончил с отличием Колледж Святого Иоанна Кембриджского университета (бакалавр современной истории, 1964). Получил степень доктора философии по искусствоведению, защитив диссертацию о художниках и публике в эпоху Второй республики в Институте Курто Лондонского университета (1973). Читал лекции в Эссекском университете (1967—1969), и как старший лектор — в Художественном колледже Кемберуэлла (Лондон, 1970—1974). В 1966 году стал членом британской секции Ситуационистского Интернационала, вошел в леворадикальную группировку King Mob.
Преподавал в Калифорнийском университете в Лос-Анджелесе (1974-1976), с 1976 года заведовал кафедрой в Лидском университете. С 1980 года — в Гарварде. В 1976 году член-основатель кокуса для марксизма и искусства в College Art Association.
С 1988 года — в Калифорнийском университете в Беркли, в настоящее время — почётный профессор современного искусства. Среди его учеников — крупные американские историки современного искусства, художественные критики, кураторы. Член Американской академии искусств и наук.
В 1980-х годах инициировал оживленную дискуссию об отношениях между модернистской теорией и социальной историей искусства вокруг идей Клемента Гринберга, в которой полемизировал с Майклом Фридом. Предметом другой полемики Кларка и Фрида было творчество Джексона Поллока. Отстаивает позиции, близкие к марксизму. Голосовал за Brexit.
Отмечен рядом премий и почетных званий, в частности College Art Association’s Distinguished Teaching of Art History Award (1991).

## Книги
- Image of the People: Gustave Courbet and the 1848 Revolution. Berkeley: University of California Press, 1973 (фр. пер. 2007)
- The Absolute Bourgeois: Artists and Politics in France, 1848—1851. Berkeley: University of California Press, 1973 (фр. пер. 1992)
- The Painting of Modern Life: Paris in the Art of Manet and his Followers. Princeton: Princeton UP, 1985
- Farewell to an Idea: Episodes from a History of Modernism. New Haven: Yale UP, 1999
- Afflicted Powers: Capital and Spectacle in a New Age of War. London: Verso, 2005 (в соавторстве c членами группы Retort)
- The Sight of Death: An Experiment in Art Writing. New Haven: Yale UP, 2006
- Picasso and Truth: From Cubism to Guernica (2013)
- Lowry and the Painting of Modern Life (2013)

Прочие работы
- The Painting of Postmodern Life?. Barcelona: MACBA, 2009 (лекция)